# BTD STUDIO
BTD STUDIO(ビーティーディースタジオ)株式会社（英: BTD STUDIO Co., Ltd.）は、東京都港区に本社を置く携帯電話端末にゲームアプリ・電子書籍などを配信しているモバイルエンターテイメント企業。
コーポレートIDは「空気のように、いつもそばにある」「全ては「面白い」のために」。社名は、「Bussiness、Technology、Design の 3 つの要素を融合させるスタジオ」という意味。
主にBREW(R)向けのアプリ開発を中心に事業を拡大し、現在はスマートフォン向けのアプリ開発も行っている。
テーブルゲームといわれる定番ゲームアプリを提供する「The★TableGames」のほか、美少女脱衣ゲーム「ギャルズ★KISS♪」やリッジレーサーでキャラクターデザインをした由水桂のキャラクターデザインによる美少女アイドル育成シミュレーション「Girls★Girls」などのコンテンツを配信している。

## 沿革
- 1999年7月19日 - 会社設立
- 1999年9月 - Windows 用キャラクターメールソフト「ZOM-MAIL」(TM)を発売
- 2000年2月 -コンテンツ開発、コンサルティング事業を開始
- 2001年1月 -PDAソフトウェア ソリューション事業を開始
- 2001年7月 -携帯電話コンテンツ ディベロップメント事業を開始
- 2002年9月 -ビジネス向けPalmOS ソリューション「BizManager」を発売
- 2002年10月 -法人向けソフトウェア受託開発事業を廃止、主軸をエンタテインメント事業へ転換
- 2002年11月 -携帯電話コンテンツプロバイダー事業を開始
- 2003年4月 -(株)パルボックス（現：(株)メガハウス）とオセロ(R)のライセンス契約を締結
- 2003年6月 -タカラモバイルエンタテインメント(株)（現：(株)ティーツーアイエンターテイメント）と人生ゲーム(R)のBREW(R)における配信事業での協業に合意
- 2004年9月 -(株)東芝と協業で Vodafone 端末向けアプリサイト「定番Vアプリ」を提供開始
- 2004年11月 -中国北京市に北京BTD技術開発有限公司(BTD STUDIO China LTD.)を設立
- 2005年8月 -China UnicomへBREWアプリを提供開始

## 事業内容
- モバイル向けコンテンツサービス事業
  - ゲームアプリを中心としたコンテンツの企画・制作・配信・販売
- モバイル・インターネットメディア事業
  - モバイル・インターネットを利用したメディアの企画・構築・販売

## 主要取引先
KDDI株式会社、株式会社NTTドコモ、ソフトバンクモバイル株式会社、株式会社ウィルコム、株式会社ジー・サーチ、シャープ株式会社、タイトー株式会社、株式会社東芝、株式会社タカラトミーエンタメディア、株式会社メガハウス、株式会社ツタヤオンライン　他